# Уретерэктомия
Уретерэктоми́я (лат. urethra — уретра и греч. ἐκτομή — вырезание, усечение) или экстирпация мочеточника — медицинская хирургическая операция, заключающаяся в удалении всего или части мочеточника.
Одной из причин проведения операции является стриктура (сужение) мочеточника. При этом удалённый участок может быть восстановлен из части мочевого пузыря, кишечной стенки или почечной лоханки. При вовлечении в патологический процесс почки она может быть удалена вместе с мочеточником — произведена нефроуретерэктомия, что является более распространённой операцией, чем отдельное удаление мочеточника. Также уретерэктомия может потребоваться после ранее произведённого удаления почки. Лапароскопическая резекция почки с уретерэктомией при полном удвоении почки выполняется редко.
Тотальная уретерэктомия с илеально-мочеточниковой заместительной терапией возможна для лечения уротелиальной карциномы мочеточника, когда почка здорова и не подлежит удалению. Это обеспечивает хорошие отдаленные онкологические результаты в верхних отделах мочевого тракта, а также сохраняет функцию почек.
Сегментарная уретерэктомия была предложена в качестве альтернативы радикальной нефроуретерэктомии. Сегментарная уретерэктомия с сохранением почки является вариантом лечения уротелиальной карциномы низкой степени злокачественности в дистальном отделе мочеточника, не поддающемся эндоскопической резекции. Однако этот терапевтический вариант остается спорным. Простейшей разновидностью техники сшивания является ручная лапароскопическая дистальная уретерэктомия. Лапароскопическая дистальная уретерэктомия с реимплантацией мочеточника часто встречается при доброкачественном патологическом процессе (стриктура, ятрогенное поражение, эндометриоз), но редко описывается при злокачественном поражении мочеточника.